# Sankt Goar

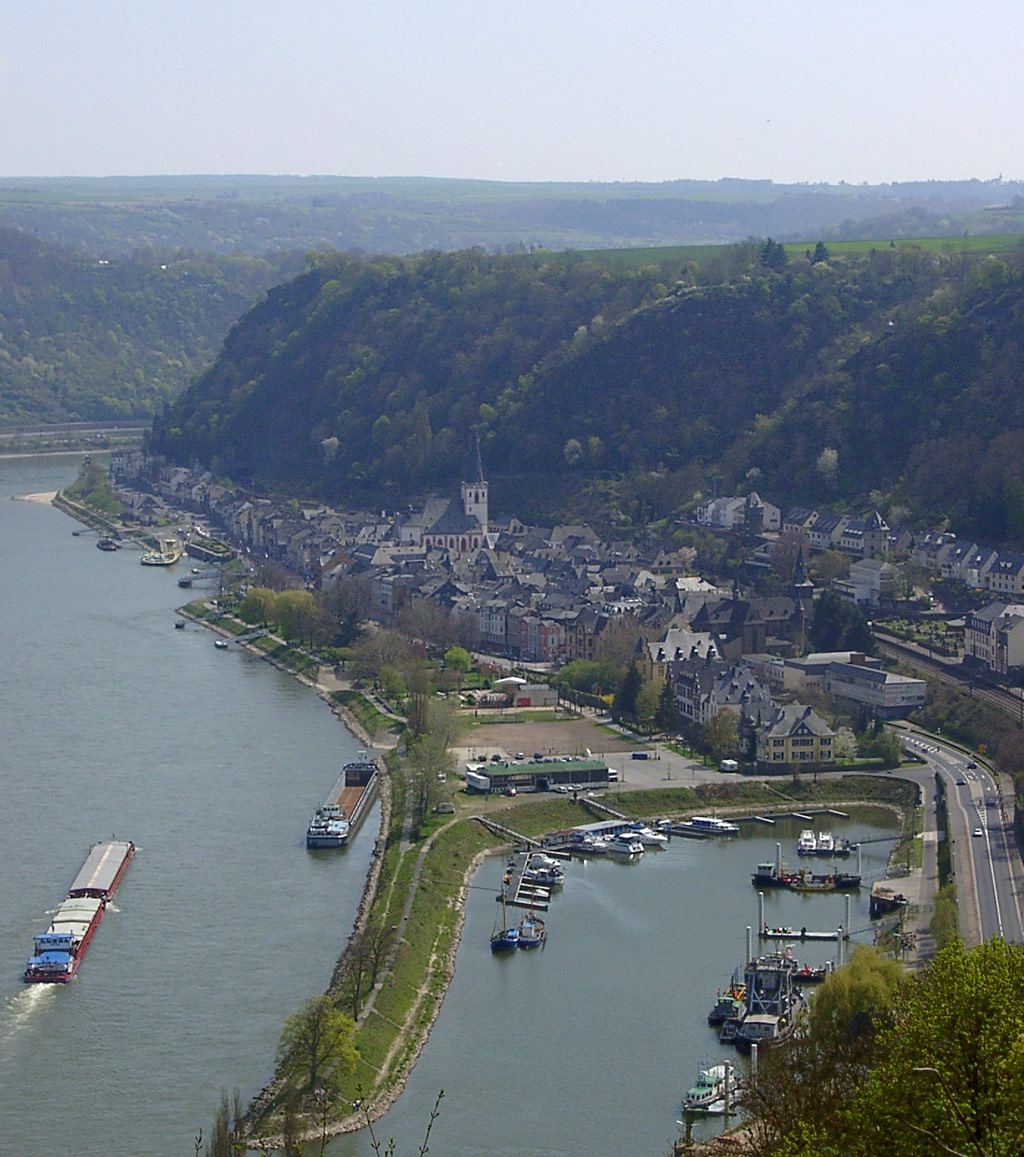
Sankt Goar aus Nordwest

Sankt Goar (abgekürzt: St. Goar) ist eine Stadt im Rhein-Hunsrück-Kreis in Rheinland-Pfalz am linken Ufer des Mittelrheins. Sie gehört der Verbandsgemeinde Hunsrück-Mittelrhein an.
Bekannt ist Sankt Goar durch seine zentrale Lage im UNESCO-Welterbe Oberes Mittelrheintal, das im Juli 2002 in die Liste der Welterbestätten aufgenommen wurde. Oberhalb der Stadt befindet sich die Ruine Burg Rheinfels, gegenüber liegt die Schwesterstadt Sankt Goarshausen mit den Burgen Katz und Maus. Der Loreleyfelsen befindet sich in unmittelbarer Nähe der Stadt flussaufwärts auf der anderen Rheinseite.

## Geographie

### Lage
Sankt Goar liegt im Mittelrheintal, dem engen Durchbruchstal des Rheins durch das Rheinische Schiefergebirge. Das linksrheinische Tal gehört zum Hunsrück, das rechtsrheinische Tal zum Taunus. Die charakteristisch enge Talform entstand erdgeschichtlich durch Tiefenerosion des Flusses in eine sich hebende Scholle.
Die nächsten größeren Städte sind Koblenz, Luftlinie etwa 24 km nördlich und Bingen am Rhein, Luftlinie etwa 25 km südöstlich. Sankt Goar ist durch die Fähre Loreley mit der direkt gegenüber liegenden Schwesterstadt Sankt Goarshausen auf der rechten Rheinseite verbunden. Der Rhein hat hier eine Breite von etwa 250 Metern.
In Sankt Goar mündet der vom Hunsrück kommende Gründelbach in den Rhein.

### Stadtgliederung
Die Stadt besteht aus der am Rhein liegenden Kernstadt Sankt Goar, den Höhenstadtteilen Biebernheim und Werlau, dem nördlich am Rhein gelegenen Stadtteil Fellen und dem südlich am Rhein gelegenen Stadtteil An der Loreley.

## Geschichte

### Name

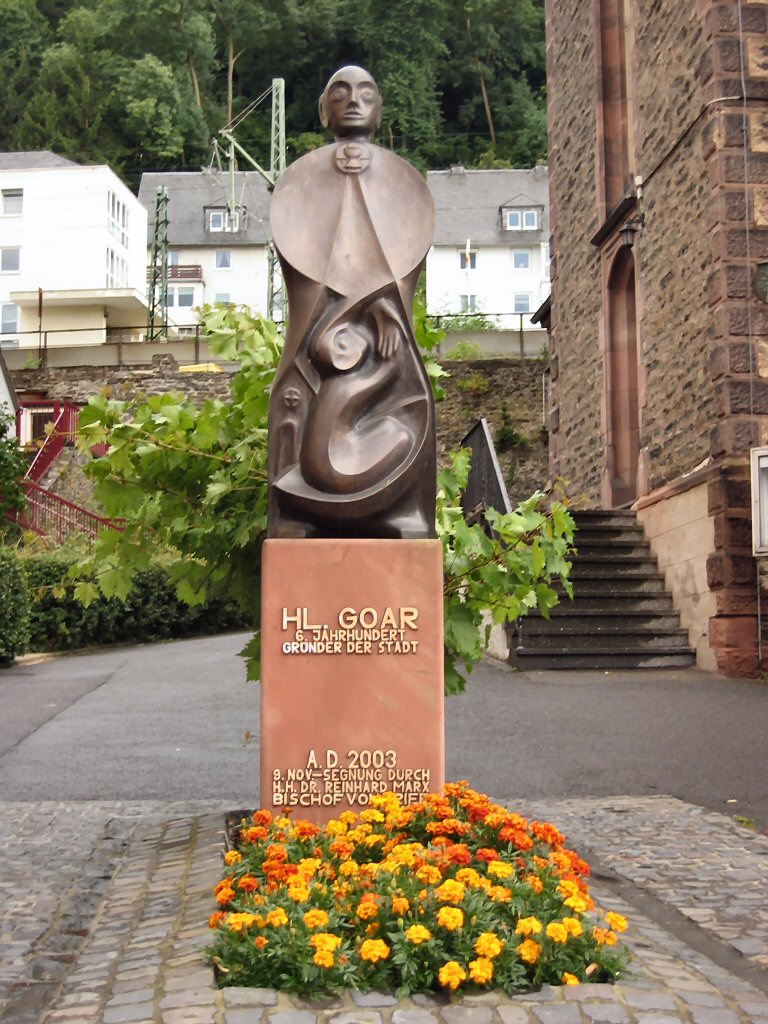
Denkmal für den Namensgeber der Stadt

Das Gebiet um die spätere Stadt Sankt Goar war bereits in römischer Zeit besiedelt. Der frühmittelalterliche Name war Wochara, benannt nach dem hier in den Rhein mündenden kurzen Bach.
Der heutige Name der Stadt geht zurück auf den Heiligen Goar, der sich während der Regierungszeit des Frankenkönigs Childebert I. (511–538) an der Stelle der späteren Stadt niederließ. Goar kam als junger Priester (Mönch) aus Aquitanien (Südwestfrankreich) und lebte zunächst als Einsiedler in einer Felsenhöhle am Rhein. Mit der Erlaubnis des Bischofs von Trier wirkte er als Missionar der Landbevölkerung. Bekannt wurde er wegen seiner großen Gastfreundschaft, insbesondere gegenüber den Rheinschiffern. Später errichtete er an der Stelle der heutigen Stadt ein Hospiz und eine Kapelle. Zahlreiche Legenden rankten sich um seine Gestalt. Nach seinem Tod um 575 wurde das Grab Goars zur Wallfahrtsstätte und der Ort wurde nach ihm benannt. Frankenkönig Pippin der Jüngere übertrug 765 dem Abt der Benediktinerabtei Prüm das Hospiz und die Kapelle als persönliches Benefizium. Hieraus entstand das bereits Ende des 11. Jahrhunderts bezeugte Chorherrenstift Sankt Goar.
Es gibt aber noch eine weitere Erklärung zur Entstehung des Ortsnamens.

„Inzwischen wollten andere behaupten, dass sowohl aus andern Schriftstellern, als auch aus uralten Urkunden zu erweisen stehe, wie dieser Ort anfangs nit Sanctgoar, sondern SANDGEWEHR oder SANTGEWER geheissen habe. Auch soll dieser Name seinen natürlichen Ursprung von dem sehr nahe dabey befindlichen Wasserfall der Werb, oder wie man von diesem gesagt hat, der Gewerb eigentlich empfangen haben. Denn weil von diesem Werb oder Gewerr sehr viel Sand in den umliegenden Gegenden an Land geworfen wird, so sey es nicht anders als ein rechtes SANGGEWERRE anzusehen, und habe also der Stadt den Namen mitgetheilet.“

Auf einer im 18. Jahrhundert erschienenen Karte Frederik de Wits werden die Bezeichnung „S. Gewehr“ und untergeordnet „S. Goar“ verwendet.

### Mittelalter

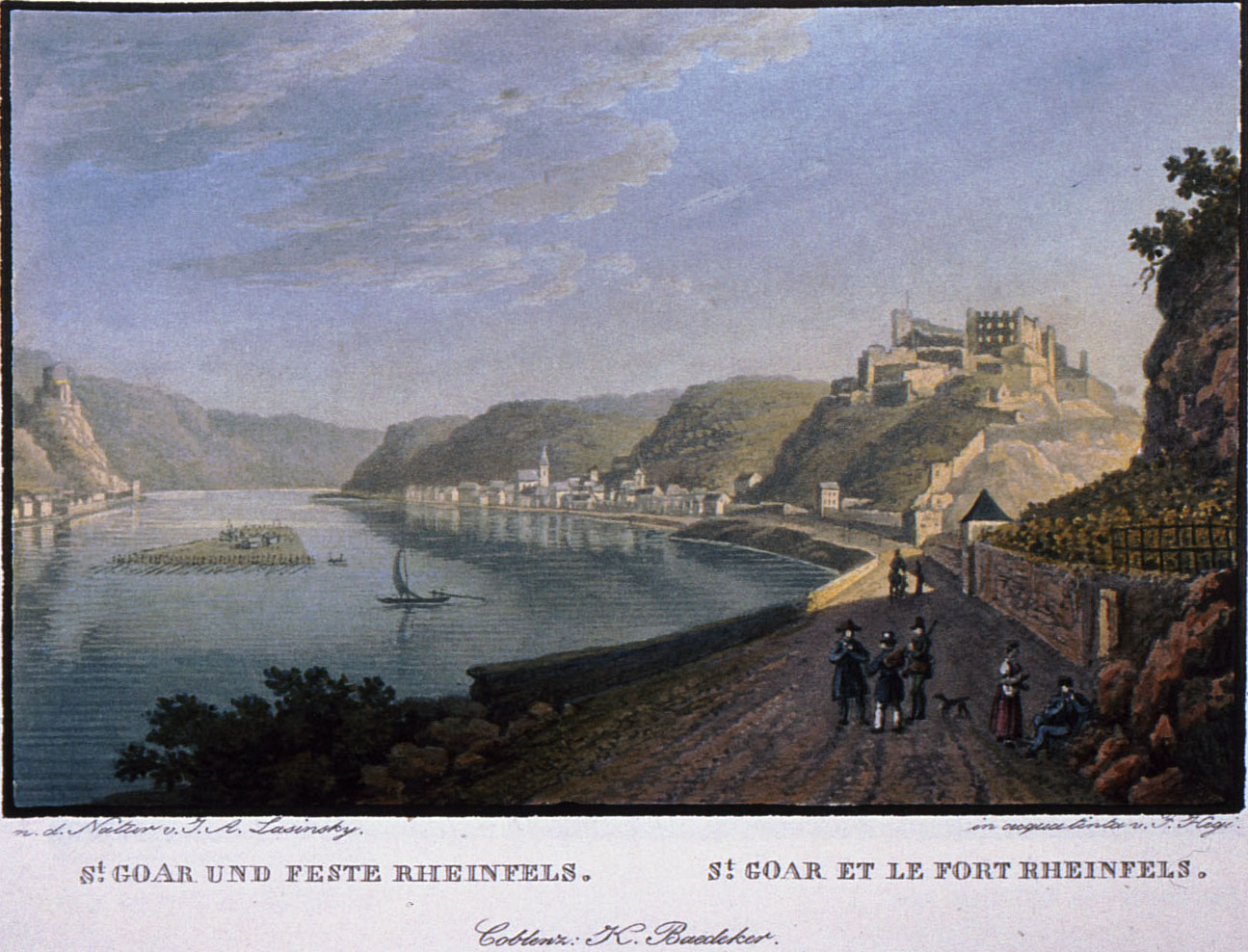
St. Goar und Feste Rheinfels

1183 bekam St. Goar das Stadtrecht. Ab 1190 stand die Stadt unter militärischem Schutz und der Gerichtsbarkeit des Grafenhauses von Katzenelnbogen, den Klostervögten, die den Besitz an sich gebracht hatten. 1245 erbaute Graf Diether V. von Katzenelnbogen die Burg Rheinfels. Mit dem Tod des letzten Grafen von Katzenelnbogen, Philipps des Älteren, fiel die Grafschaft Katzenelnbogen und damit Sankt Goar 1479 an die Landgrafschaft Hessen.

### Hessen- und Franzosenzeit bis 1815

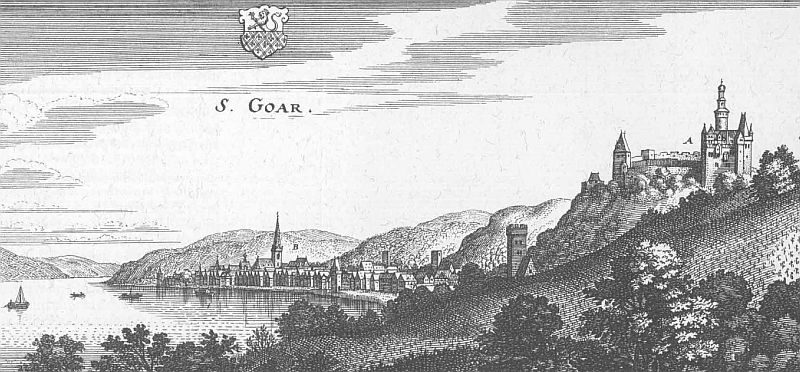
St. Goar – Auszug aus der Topographia Hassiae von Matthäus Merian (1655)

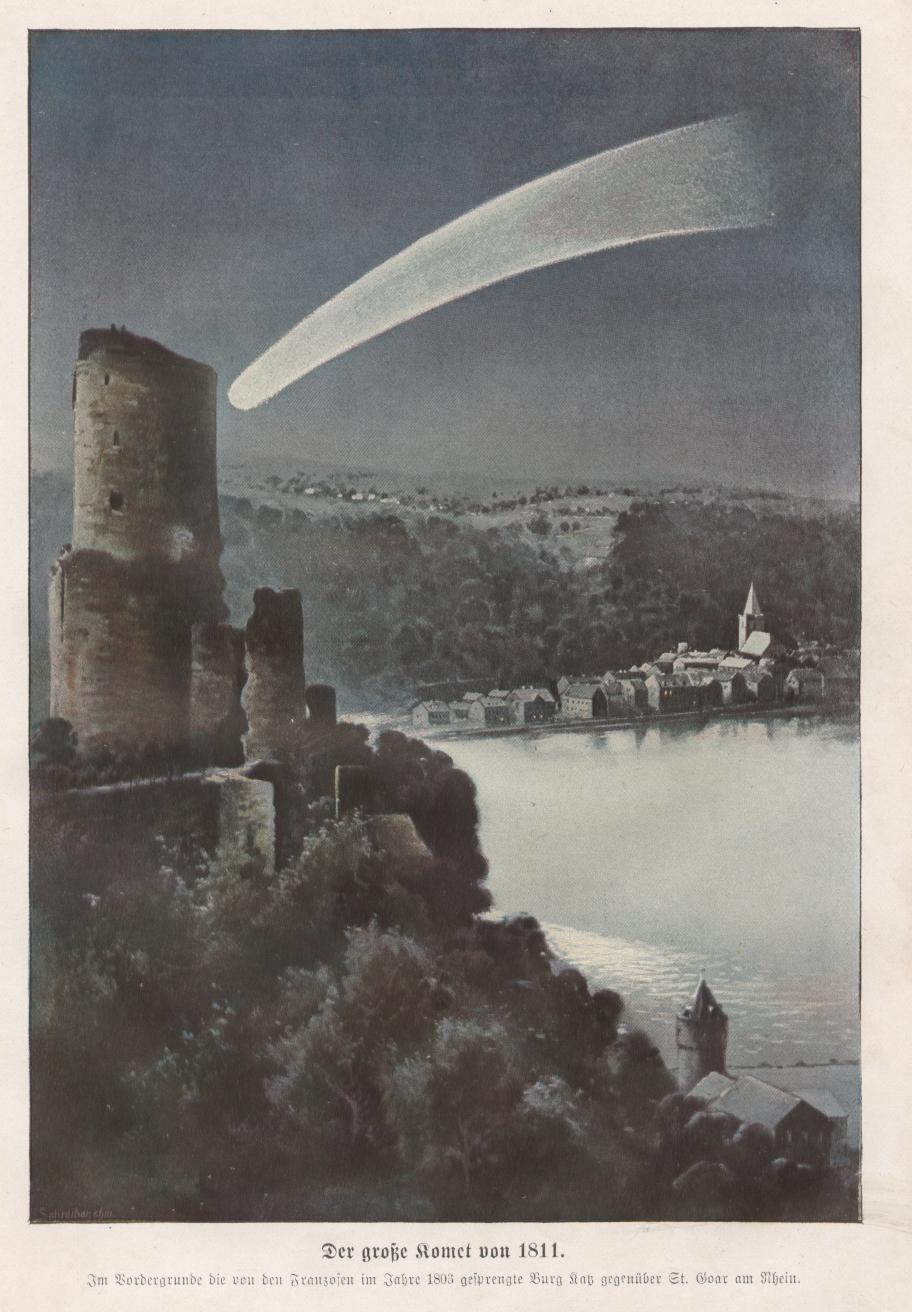
Der Komet von 1811 über Sankt Goar und der gegenüber liegenden Burg Katz

Am 1. November 1527 begann der spätere Theologieprofessor Adam Krafft im Auftrag des hessischen Landgrafen Philipps I. die Reformation einzuführen. 1567 wurde die Landgrafschaft Hessen nach dem Tode Philipps I. unter seinen vier Söhnen aufgeteilt. Der jüngste Sohn, Philipp II., erhielt die Niedergrafschaft Katzenelnbogen, nunmehr Hessen-Rheinfels genannt, und damit Burg und Stadt.
1580 fielen der Pest in Sankt Goar 175 Personen zum Opfer; nur 18 Jahre später, 1598, abermals 142. Im Pestjahr 1598 errichtete Franz Schmoll in St. Goar die Rheinfels-Apotheke als dritte Apotheke in Hessen neben Kassel und Marburg. 1635, mitten im Dreißigjährigen Krieg, raffte die Pest noch einmal über 200 Personen hinweg.
Infolge des anhaltenden Rechtsstreits zwischen Hessen-Kassel und Hessen-Darmstadt über die Aufteilung der erloschenen Landgrafschaft Hessen-Marburg ließ Hessen-Darmstadt mit kaiserlichen Truppen Rheinfels und Sankt Goar im Sommer 1626 mehrere Wochen lang belagern, was schließlich zur Kapitulation und anschließenden Plünderung der Stadt durch spanische Truppen führte. Von 1626 bis 1647 gehörte Sankt Goar daraufhin zu Hessen-Darmstadt. 1647 eroberten Truppen der Landgräfin Amalie Elisabeth von Hessen-Kassel die Burg Rheinfels und die Stadt. Am 14. April 1648 trat Landgraf Georg II. von Hessen-Darmstadt die Niedergrafschaft Katzenelnbogen mit Sankt Goar „auf ewige Zeiten“ an Hessen-Kassel ab.
Während Hessen-Kassel reichsrechtlich die Landeshoheit behielt, fiel die Herrschaft über die Grafschaft Niederkatzenelnbogen an Landgraf Ernst, der am 30. März 1649 seinen Einzug in Sankt Goar hielt und die Nebenlinie Hessen-Rheinfels-(Rotenburg) gründete. Landgraf Ernst regierte bis zu seinem Tode 1693 auf Burg Rheinfels, seinem Residenzschloss, als religiös toleranter, geistig höchst interessierter Herrscher, der wesentlich zum wirtschaftlichen Aufschwung der Stadt Sankt Goar beitrug, die unter den Folgen des Dreißigjährigen Krieges zu leiden hatte. 1692 während des Pfälzischen Erbfolgekrieges Belagerung von Burg und Stadt durch zuletzt 28.000 Franzosen. Auch der letzte Sturmversuch wird abgeschlagen. 1711 wurde nach Erbauseinandersetzung Landgraf Wilhelm von Hessen-Wanfried die Landgrafschaft Hessen-Rheinfels zugesprochen, er nannte sich Wilhelm von Hessen-Rheinfels. Der Kaiser übertrug ihm 1718 die Burg. 1731 beerbte Christian von Hessen-Wanfried (genannt seit 1711 von Hessen-Eschwege) die Landgrafschaft Hessen-Rheinfels mit Burg. Die Burg wurde 1735 endgültig an Hessen-Kassel abgetreten. Nach dem Tod von Christian 1755 fiel die Landgrafschaft an Hessen-Rotenburg.
1794 wurde die Festung kampflos an französische Revolutionstruppen übergeben und 1796/97 in großen Teilen durch die Ingenieur-Kapitäne Charles und Bouiller gesprengt. Bis 1813 stand sie unter französischer Verwaltung. 1812 wurde die Ruine als französisches Staatseigentum an den St. Goarer Kaufmann Peter Glass verkauft. Das beim Abbruch gewonnene Material wurde zum größten Teil beim Bau der Festung Ehrenbreitstein bei Koblenz verwendet.

### Ab 1815 – bei Preußen und Rheinland-Pfalz

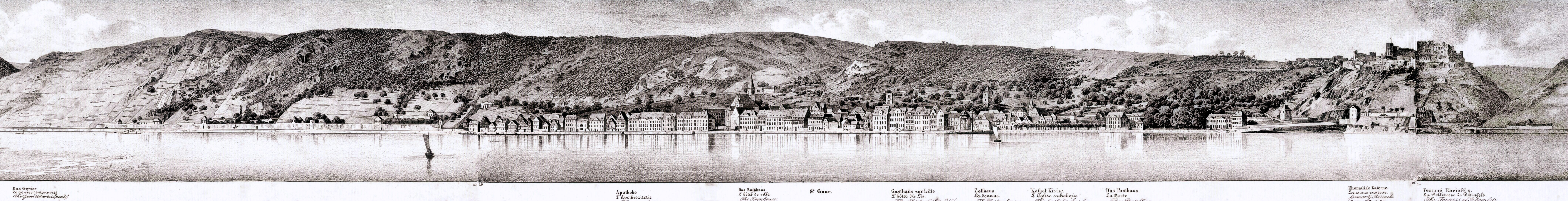
Stadtpanorama von Jakob Becker 1833

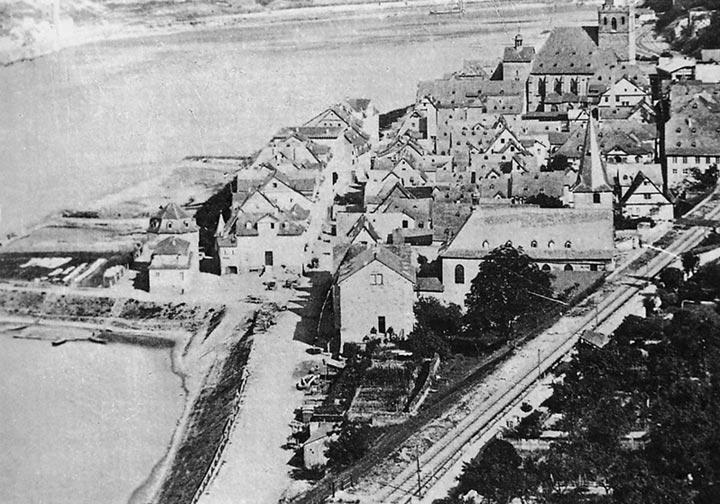
Sankt Goar um 1860; links auf dem Foto ist oberhalb des Hafenbeckens der achtkantige ehemalige Steinkran aus dem 16. Jahrhundert zu sehen

Sankt Goar kam 1815 gemäß dem Vertrag des Wiener Kongresses in preußischen Besitz und wurde 1816 Kreisstadt des Kreises Sankt Goar, der rund 28.000 Einwohner zählte. Ab 1825 konnte mit dem Beginn der Dampfschifffahrt, der Vergrößerung des Rheinhafens und dem Bau der Eisenbahnlinie von 1857 bis 1859 ein wirtschaftlicher Aufschwung erreicht werden, der aber durch die Enge des Raumes begrenzt blieb.
1918, am Ende des Ersten Weltkrieges, erfolgte der Rückzug der 5. Armee vom November bis zum Dezember über die rheinische Pionierbrücke zwischen St. Goar und St. Goarshausen. Nach dem Ersten Weltkrieg war die Stadt zeitweise französisch besetzt.

Während der französischen Besatzung ereignete sich am 9. Mai 1923 ein schwerer Eisenbahnunfall: Ein Personenzug, der im Regiebetrieb der französischen Besatzung verkehrte, entgleiste und stürzte in den Rhein. Mindestens 29 Menschen ertranken, wahrscheinlich mehr. Die französische Besatzung verhinderte bei Unfällen von Regiezügen grundsätzlich, dass Informationen nach außen drangen.

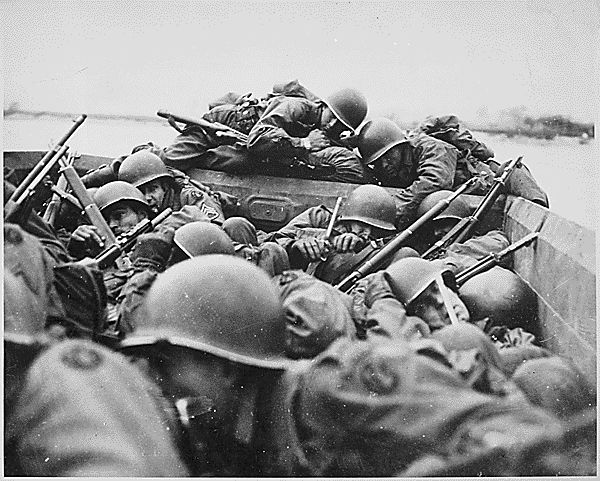
Alliierte Truppen (89th Infantry Division (Vereinigte Staaten)) bei der Rheinüberquerung bei Sankt Goar unter feindlichem Beschuss

Im Zweiten Weltkrieg erfolgten keine Luftangriffe auf Sankt Goar. Mitte März 1945 erreichten Truppenverbände der US-Armee das nun betroffene Sankt Goar. Die US-Verwaltung wurde Anfang Juli als Französische Besatzungszone an Frankreich übergeben.

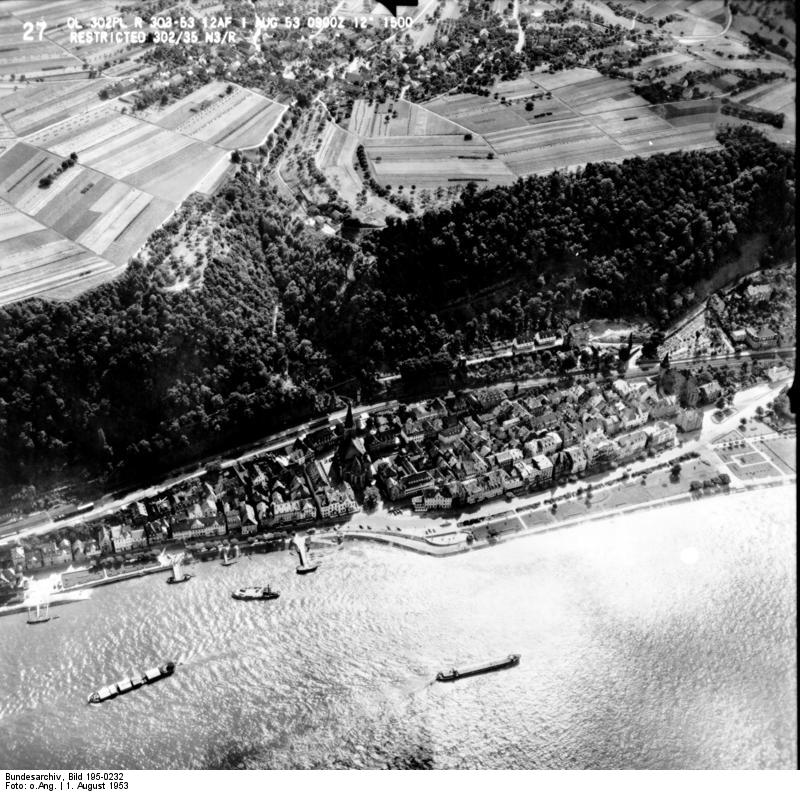
Luftbild, 1953

Seit 1946 ist die Stadt Teil des damals neu gebildeten Landes Rheinland-Pfalz. Mit der Verwaltungsreform 1969 erfolgte die Auflösung des Kreises Sankt Goar und Zuordnung zum Rhein-Hunsrück-Kreis mit Sitz in Simmern. Außerdem wurden am 7. Juni 1969 die bis dahin selbstständigen Gemeinden Biebernheim und Werlau eingemeindet. 1972 wurde die Stadt Sankt Goar in die Verbandsgemeinde Sankt Goar-Oberwesel mit Sitz in Oberwesel eingegliedert.
Am 21. November 2012 wurde der erste Spatenstich für das Projekt Modellstadt St. Goar gesetzt. Bei diesem 2009 vom rheinland-pfälzischen Finanzministerium initiierten Projekt soll die Innenstadt von St. Goar verschönert werden. Dafür werden einzelne Plätze im Ortskern und das Rheinvorland neugestaltet. Die Kosten des Projekts werden zum Größten Teil vom Bund übernommen.

### Einwohnerentwicklung
| Sankt Goar: Einwohnerzahlen von 1613 bis 2023 | Sankt Goar: Einwohnerzahlen von 1613 bis 2023 | Sankt Goar: Einwohnerzahlen von 1613 bis 2023 | Sankt Goar: Einwohnerzahlen von 1613 bis 2023 | Sankt Goar: Einwohnerzahlen von 1613 bis 2023 |
| --------------------------------------------- | --------------------------------------------- | --------------------------------------------- | --------------------------------------------- | --------------------------------------------- |
| Jahr                                          |                                               |                                               |                                               | Einwohner                                     |
| 1613                                          | 1613                                          |                                               | 1.134                                         | 1.134                                         |
| 1640                                          | 1640                                          |                                               | 714                                           | 714                                           |
| 1794                                          | 1794                                          |                                               | 1.992                                         | 1.992                                         |
| 1815                                          | 1815                                          |                                               | 1.108                                         | 1.108                                         |
| 1847                                          | 1847                                          |                                               | 1.452                                         | 1.452                                         |
| 1867                                          | 1867                                          |                                               | 1.330                                         | 1.330                                         |
| 1885                                          | 1885                                          |                                               | 1.453                                         | 1.453                                         |
| 1903                                          | 1903                                          |                                               | 1.673                                         | 1.673                                         |
| 1970                                          | 1970                                          |                                               | 3.546                                         | 3.546                                         |
| 1998                                          | 1998                                          |                                               | 3.213                                         | 3.213                                         |
| 2001                                          | 2001                                          |                                               | 3.147                                         | 3.147                                         |
| 2003                                          | 2003                                          |                                               | 3.128                                         | 3.128                                         |
| 2007                                          | 2007                                          |                                               | 2.905                                         | 2.905                                         |
| 2017                                          | 2017                                          |                                               | 2.763                                         | 2.763                                         |
| 2019                                          | 2019                                          |                                               | 2.779                                         | 2.779                                         |
| 2023                                          | 2023                                          |                                               | 2.913                                         | 2.913                                         |
|                                               |                                               |                                               |                                               |                                               |

## Politik

### Stadtrat
Der Stadtrat in Sankt Goar besteht aus 20 Ratsmitgliedern, die bei der Kommunalwahl am 9. Juni 2024 in einer personalisierten Verhältniswahl gewählt wurden, und dem ehrenamtlichen Stadtbürgermeister als Vorsitzendem.
Die Sitzverteilung im Stadtrat:
| Wahl | SPD | CDU | FDP | Gesamt   |
| ---- | --- | --- | --- | -------- |
| 2024 | 10  | 8   | 2   | 20 Sitze |
| 2019 | 11  | 7   | 2   | 20 Sitze |
| 2014 | 9   | 10  | 1   | 20 Sitze |
| 2009 | 9   | 9   | 2   | 20 Sitze |
| 2004 | 8   | 11  | 1   | 20 Sitze |

### Stadtbürgermeister
Stadtbürgermeister ist Falko Hönisch (SPD). Bei der Direktwahl am 26. Mai 2019 konnte er sich mit einem Stimmenanteil von 61,1 % gegen den bisherigen Amtsinhaber Horst Vogt (CDU) durchsetzen. Bei der Direktwahl am 9. Juni 2024 wurde er gegen Dieter Langenbach (CDU) mit einem Stimmenanteil von 56,5 % für weitere fünf Jahre in seinem Ehrenamt bestätigt. Die Wahlbeteiligung lag bei 67,0 %.

### Ortsbezirke
Die Stadt St. Goar besteht aus den drei Ortsbezirken St. Goar, Biebernheim und Werlau. Diese wählen bei den Kommunalwahlen einen eigenen Ortsbeirat mit jeweils 9 Mitgliedern sowie einen Ortsvorsteher.

### Wappen
| Wappen von Sankt Goar | Blasonierung: „Geteilt in Gold und Blau; oben ein wachsender herschauender blau gekrönter und bewehrter roter Löwe; unten ein aus stehenden Rauten gebildetes goldenes Gitter, in dessen Maschen heraldische goldene Lilien.“ |
| Wappen von Sankt Goar | Wappenbegründung: Der geminderte Löwe entstammt dem Wappen der Grafen von Katzenelnbogen, die seit dem 13. Jahrhundert in St. Goar herrschten. Sie erhielten bereits um 1190 die Vogtei über das Goarskloster. St. Goar war das Zentrum der Niedergrafschaft Katzenelnbogen. Die Lilien der unteren Wappenhälfte beziehen sich auf das Marienpatrozinium Darmstadts, dem Hauptort der Obergrafschaft Katzenelnbogens. Der Katzenelnbogener Löwe ist ebenfalls in den Wappen von Darmstadt, Auerbach (Bensheim-Auerbach), Zwingenberg a.d.B. und Pfungstadt zu sehen. Die Stadtfarben sind Rot und Weiß. |

### Städtepartnerschaften
- Kanton Châtillon-en-Bazois aus dem Département Nièvre in Frankreich, seit 1973
- Gemeinde Kordel (Eifel) in Rheinland-Pfalz, seit 2021

## Sehenswürdigkeiten

### Museen

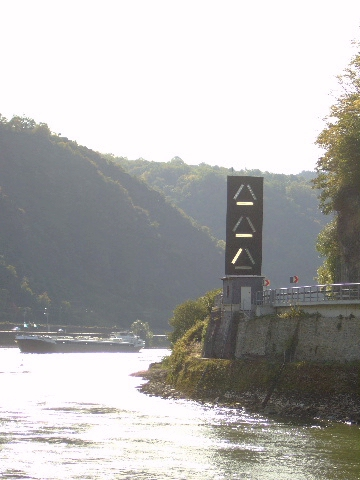
Wahrschau

Das deutsche Puppen- und Bärenmuseum in der Sonnengasse von Sankt Goar bestand von 1985 bis 2024 und gab einen Überblick über Puppen, Bären und Spielzeug verschiedener Generationen. Auf einer Fläche von 600 m² wurden über 3000 verschiedene Sammlerstücke gezeigt. Weiterhin vermittelte das Museum Wissenswertes über die Puppenherstellung, Puppenschneiderei und die Arbeit in der museumseigenen Puppen- und Bärenklinik.
Das Wahrschauer- und Lotsenmuseum in Sankt Goar befand sich in der früheren Lotsen- und Wahrschauerstation am Bankeck bei Stromkilometer 555,43. Das Museum sammelte und bewahrte umfangreiche Informationen zur Geschichte der Rheinschifffahrt. Der an das Museum angeschlossene Außenbereich, in dem Exponate aus der täglichen Arbeit der Rheinlotsen und Wahrschauer zu besichtigen sind, ist heute noch vorhanden.
Im Burg- und Heimatmuseum auf der Burg Rheinfels gibt es Sehenswertes aus der Geschichte der Stadt und der Burg.

### Bauwerke

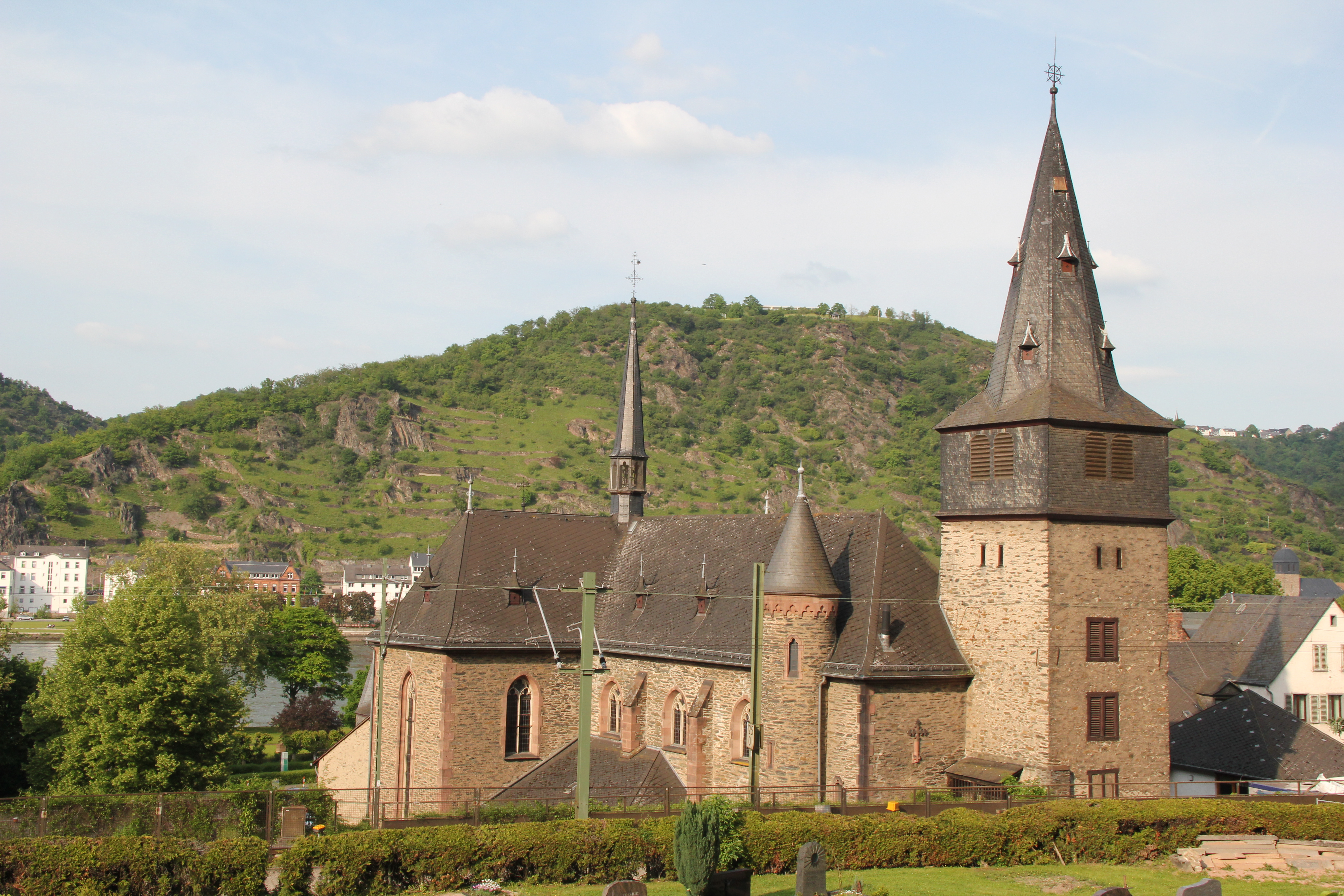
Katholische Kirche St. Goar

- Burg Rheinfels liegt oberhalb von Sankt Goar und wurde 1245 von Graf Diether von Katzenelnbogen gegründet. Nach ihrem Ausbau zur Festung war sie die größte Wehranlage im Mittelrheintal und setzte Maßstäbe für den gesamten Burgenbau im Deutschen Reich. Ende des 18. Jahrhunderts zerstörten französische Revolutionstruppen die Festung. Danach wurde die Ruine als Steinbruch für andere Bauwerke benutzt. 1843 erwarb Prinz Wilhelm von Preußen, der spätere Kaiser Wilhelm I., die Ruine und bewahrte sie so vor weiteren Zerstörungen. Seit 1925 ist die Stadt im Besitz der Burg. Heute beherbergt die Burganlage einen Hotelbetrieb und eine Gaststätte. Außerdem ist auf dem Burggelände das Heimatmuseum der Stadt untergebracht. Da es in St. Goar keine Taxiunternehmen mehr gibt und ein „Hotel-Shuttle“ nur selten und teuer verkehrt, ist der Zugang allerdings mühsam.
- Die Evangelische Stiftskirche im Zentrum ist ein romanisches und gotisches Bauwerk mit dem Patrozinium des heiligen Goar. Die dreischiffige romanische Krypta stammt vom Ende des 11. Jahrhunderts. Im dreischiffigen gotischen Langhaus befinden sich Wandmalereien aus der zweiten Hälfte des 15. Jahrhunderts.
- Die neugotische Katholische Kirche St. Goar und St. Elisabeth vom Ende des 19. Jahrhunderts mit spätgotischer Grabplatte des hl. Goar sowie dem Altarbild von um 1480, das zu den wertvollsten Arbeiten mittelrheinischer Malerei gehört.

## Kultur

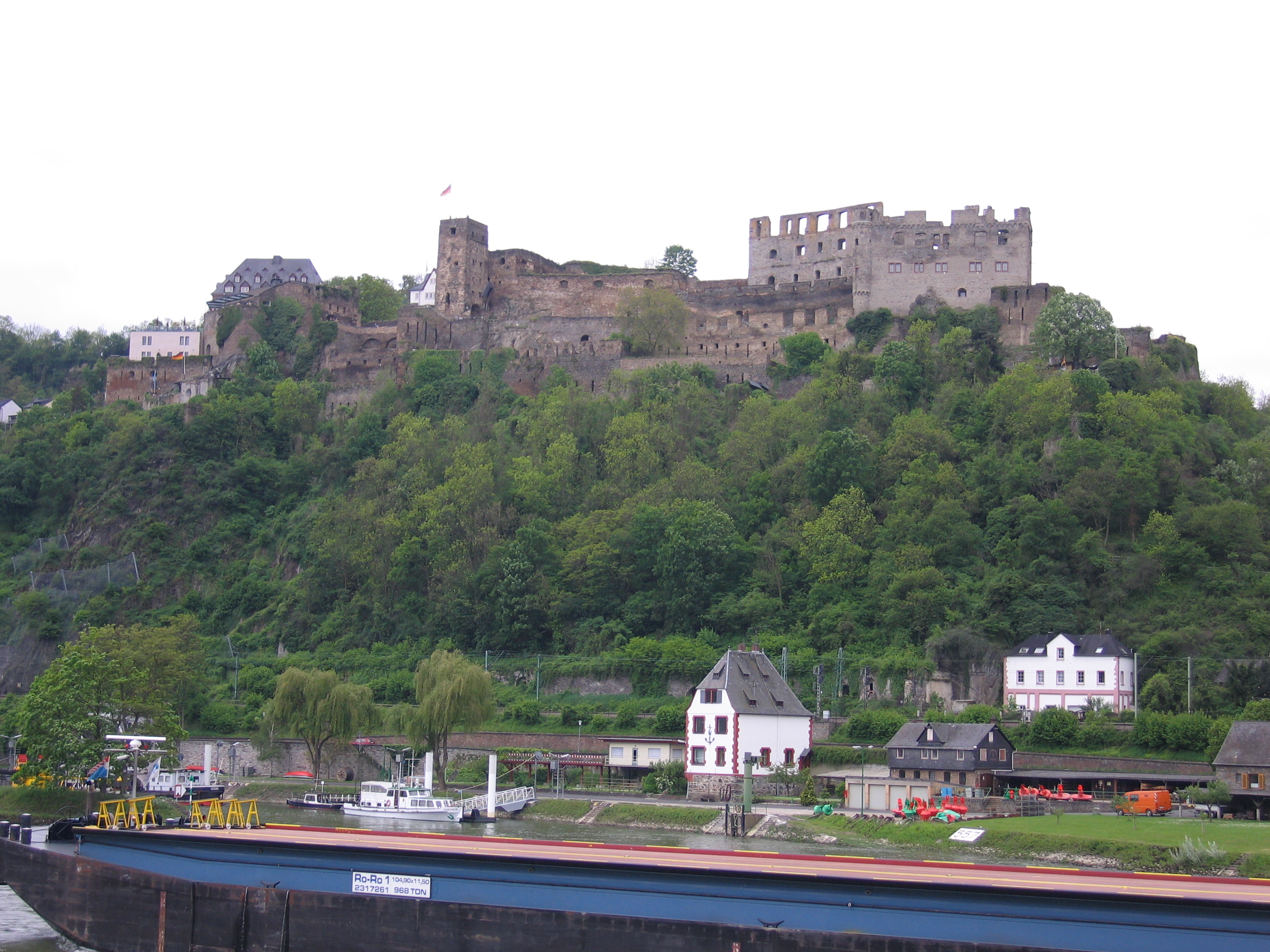
Burg Rheinfels hoch über dem Rhein

2014 wurde in einer renovierten Gründerzeit-Villa von 1892 eine Musikakademie gegründet; Gründer waren Falko Hönisch und Emilio Pons. Eine Konzertreihe unter dem Titel Sonntags am Rhein fand statt. 2015 wurde das Spektrum um die Gattung Oper erweitert.
Regelmäßige Veranstaltungen
- 3. Wochenende im Juli: Schützen- und Heimatfest
- 4. Wochenende im Juli: Traditionelles Werlauer Heimatfest im Stadtteil Werlau.
- 1. Wochenende im August: Hansenfest, Burgmarkt und Ritterturnier auf Burg Rheinfels
- 3. Wochenende im August: Fest des Fördervereins der Freiwilligen Feuerwehr St. Goar
- 1. Wochenende im September: Traditionelle Biewerumer Quetschekerb im Stadtteil Biebernheim
- 3. Wochenende im September: Rhein in Flammen Großfeuerwerke von Burg Katz bei Sankt Goarshausen, Burg Rheinfels bei Sankt Goar und von der Rheinmitte aus.

## Wirtschaft und Infrastruktur
Hauptwirtschaftszweig der Stadt ist der Tourismus. Weitere Wirtschaftszweige sind der Weinbau und die Landwirtschaft.

### Tourismus

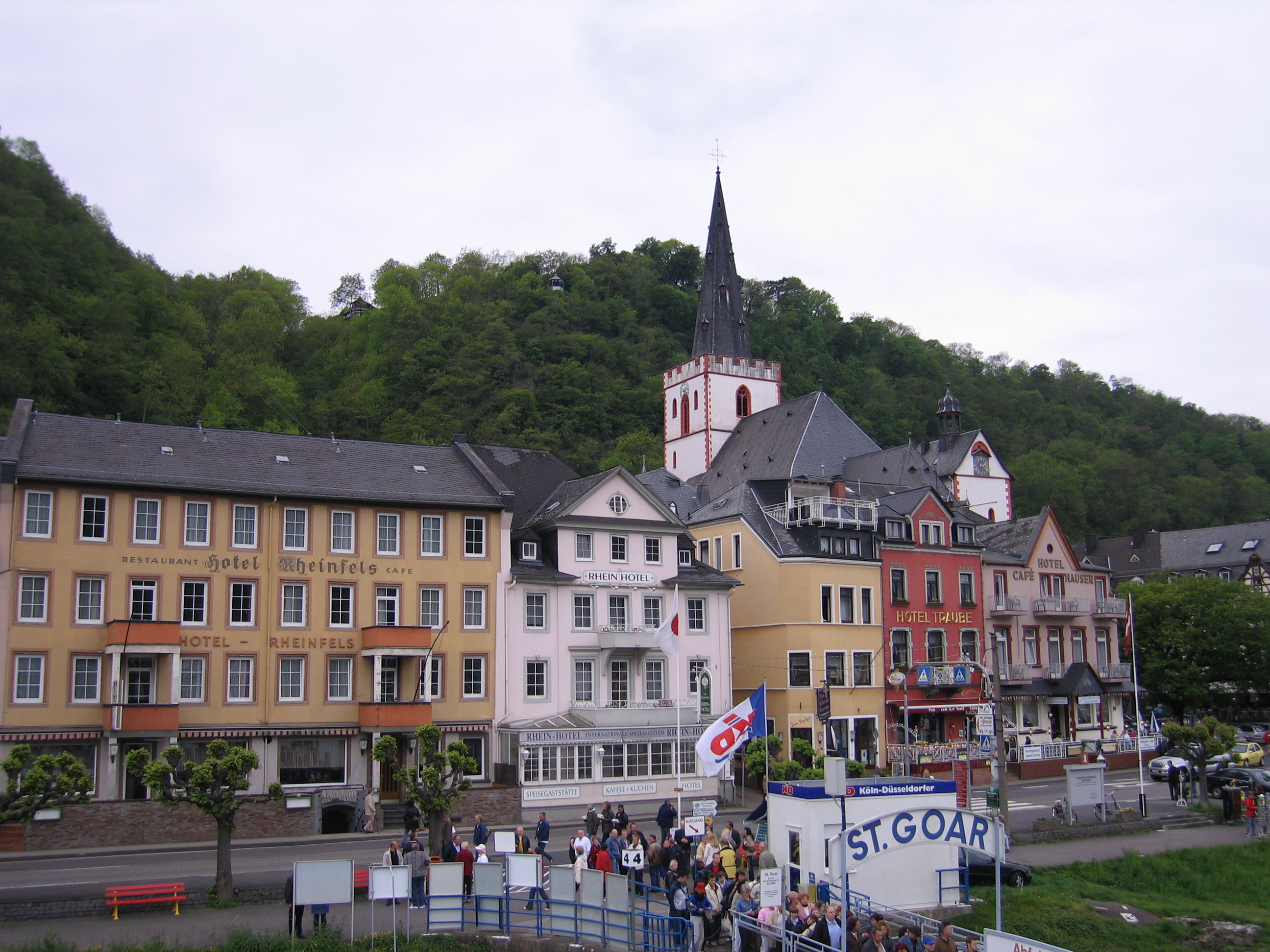
Sankt Goar vom Rhein

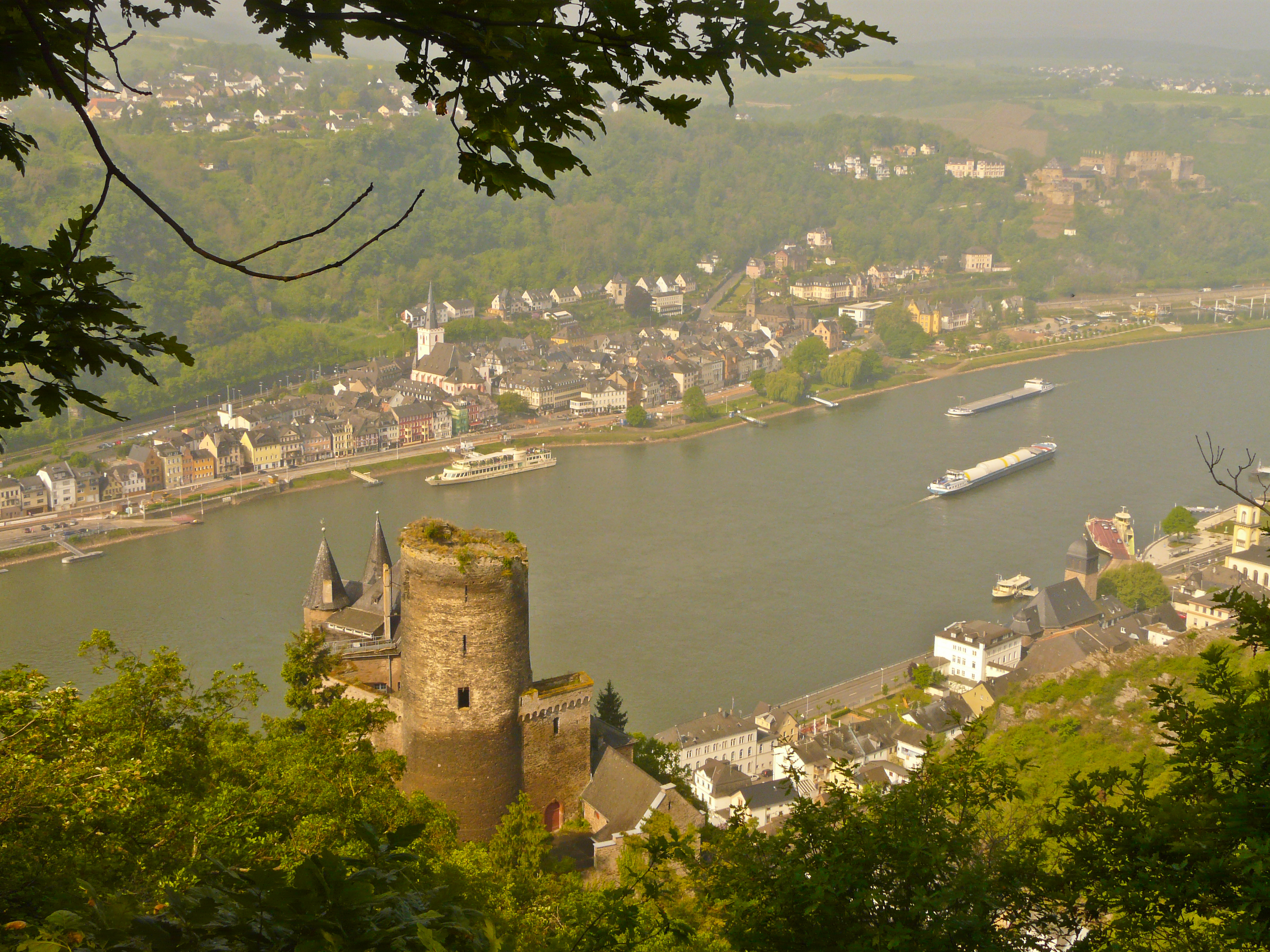
Blick vom Rheinsteig über die Burg Katz auf das gegenüberliegende Sankt Goar

St. Goar profitiert durch seine zentrale Lage im UNESCO-Weltkulturerbe „Oberes Mittelrheintal“ und durch seine Nähe zum Loreleyfelsen stark vom Tourismus. Zahlreiche Anbieter von Unterkünften und Gastronomiebetriebe werben um ein nationales und internationales Touristenpublikum. Im Stadtteil „An der Loreley“ befindet sich ein direkt am Rhein liegender Campingplatz und im Tal der Loreley unterhalb der Burg Rheinfels liegt die Loreley-Jugendherberge. Die meisten Gäste sind jedoch Tagesgäste, die mit dem eigenen Pkw, Bus oder der Rheinschifffahrt anreisen. Nur einer von 16 Besuchern übernachtet auch in St. Goar.

### Weinbau
Die Rebflächen von St. Goar liegen im Bereich Rheinburgengau innerhalb des Anbaugebiets Mittelrhein. Die zugehörige Großlage Burg Rheinfels umfasst vier kleinere Einzellagen um St. Goar. Die Einzellagen Rosenberg, Frohwingert und Ameisenberg liegen an den Steilhängen des Gründelbachtals während die Einzellage Kuhstall sich am Rheintalhang gegenüber dem Loreleyfelsen befindet. Die Weinberge sind steil terrassiert und zur Hauptsache mit Riesling bestockt.

### Bergbau
Der ehemalige Bergbau in den Ortsteilen Fellen und Werlau geht zurück auf das 18. Jahrhundert. In der Grube Gute Hoffnung wurden bis in die Mitte des 20. Jahrhunderts hinein Blei- und Zinkerze abgebaut.

### Verkehr

#### Straßenverkehr

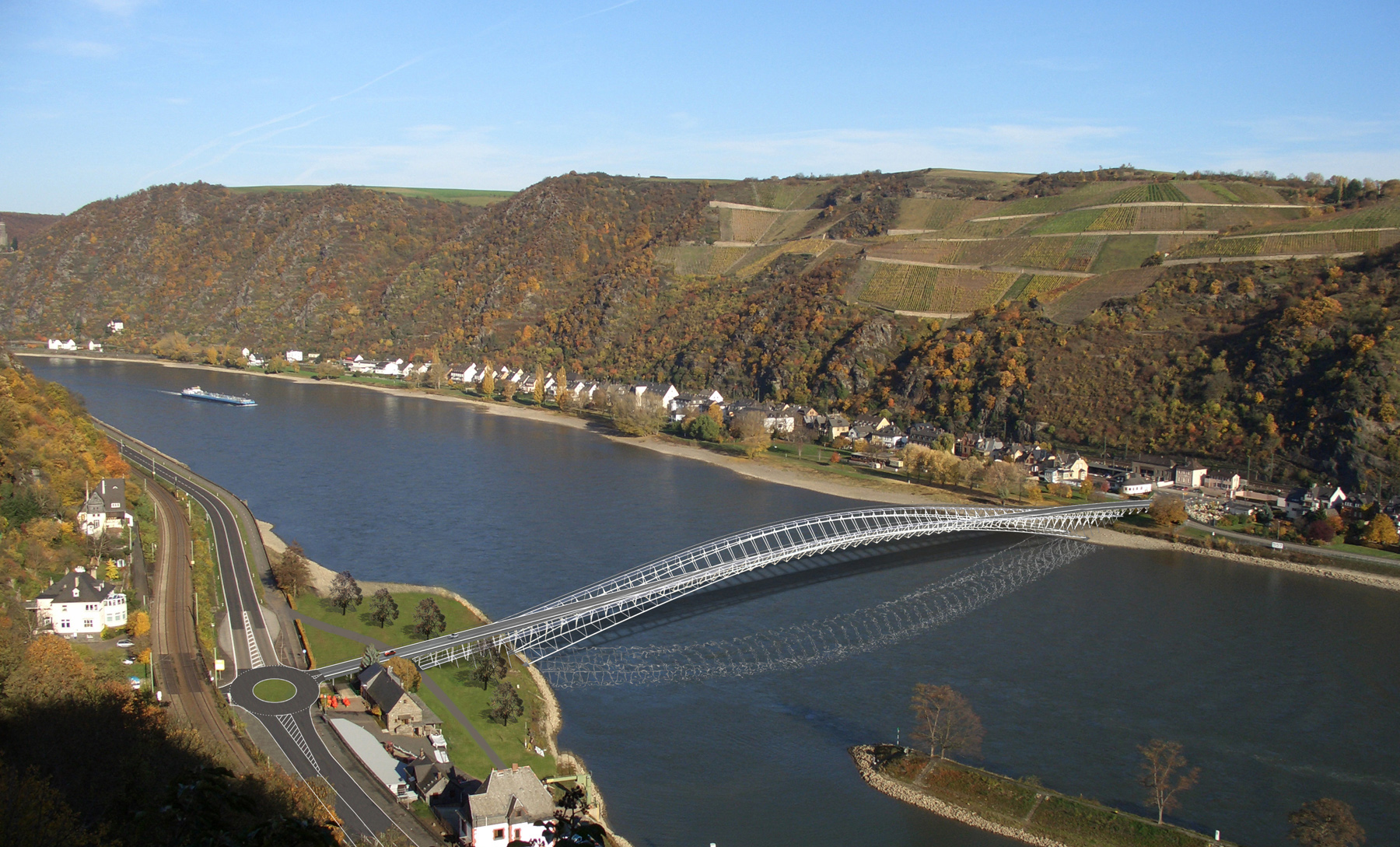
Fotomontage eines Architekturstudenten, der eine Studie zur Mittelrheinbrücke bei St. Goar vorgelegt hat

Durch St. Goar (Kernstadt) und den Ortsteil Fellen verläuft die Bundesstraße 9. St. Goar ist über die L 213 an die 14 km entfernte A 61 Ludwigshafen–Mönchengladbach, Anschlussstelle 42 Emmelshausen angebunden. Seit einigen Jahren gibt es Planungen zum Bau einer Mittelrheinbrücke zwischen St. Goar und St. Goarshausen. Sie wäre das erste Brückenbauwerk über den Mittelrhein auf dem rund 100 Kilometer langen Abschnitt zwischen Koblenz und Wiesbaden.

#### Fahrradverkehr
Sankt Goar ist an den Rheinradweg angeschlossen, welcher als eine der europäischen EuroVelo-Routen von der Quelle bis zur Mündung des Rheins verläuft.

#### Schienenverkehr

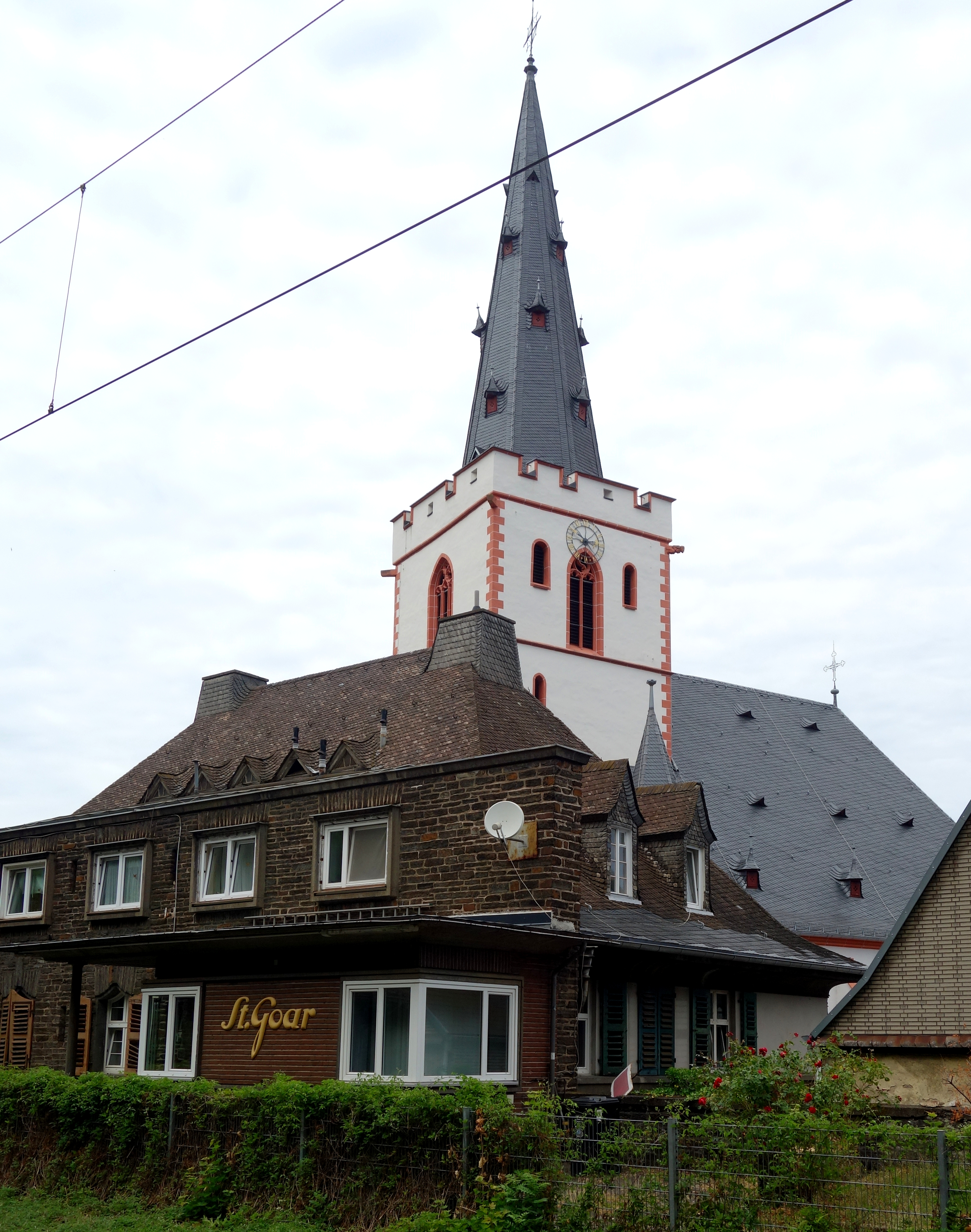
Bahnhofsgebäude Sankt Goar mit der Evangelischen Stiftskirche im Hintergrund

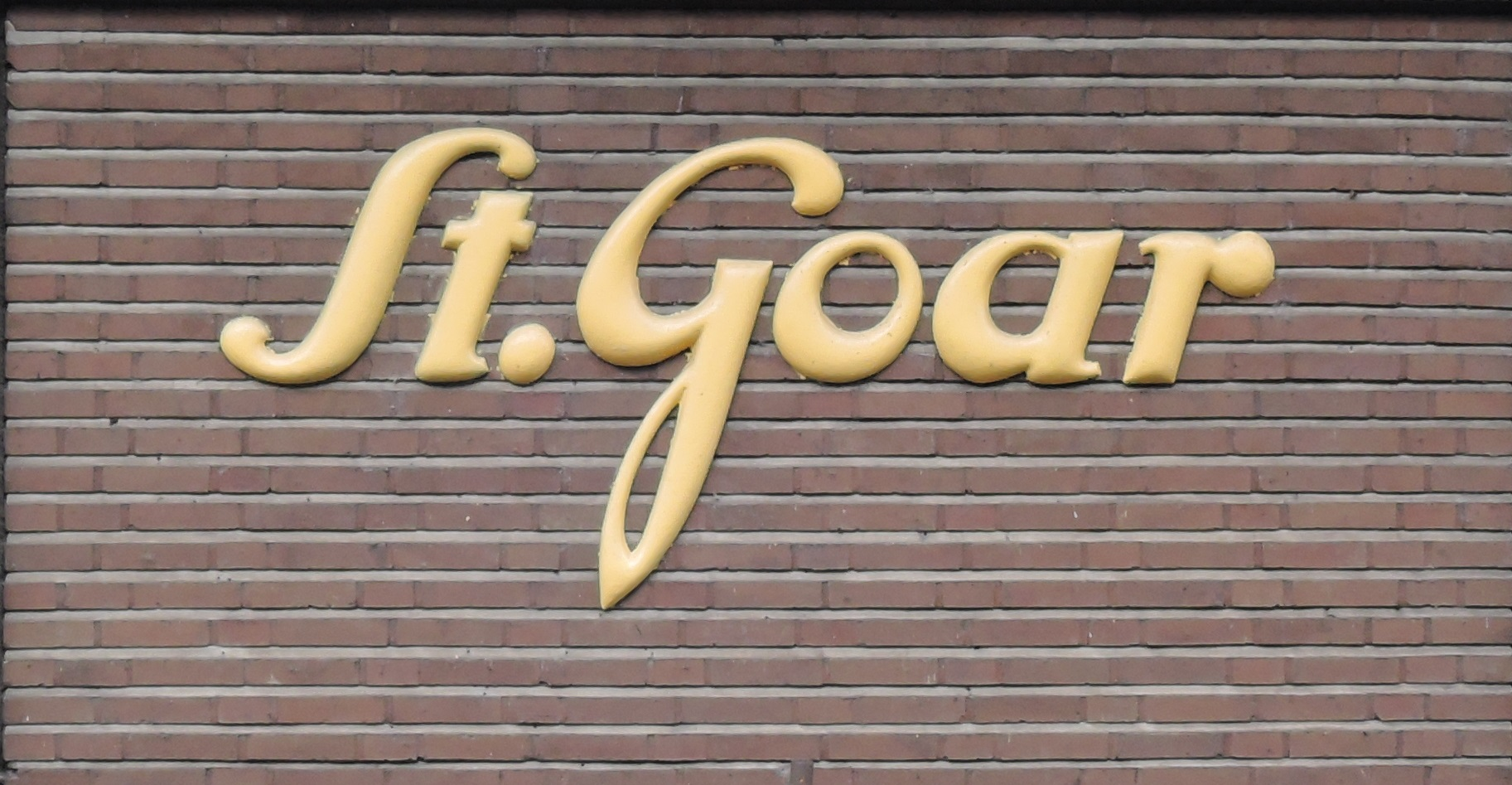
Bahnhof Sankt Goar, Beschriftung am Bahnhofsgebäude

Der Bahnhof von Sankt Goar liegt an der linken Rheinstrecke „Frankfurt – Mainz – Bingen – Koblenz – Köln“ (DB-Kursbuch-Nr. 471) und ist nicht mehr personenbesetzt. Der Fahrkartenverkauf erfolgt nur noch über SB-Automaten. Bedient wird der Bahnhof tagsüber stündlich von der Mittelrheinbahn (RB 26 Köln – Mainz).
| Linie | Verlauf | Takt   |
| ----- | --- | ------ |
| RB 26 | MittelrheinBahn: (Köln/Bonn Flughafen –) (nur im Nachtverkehr) Köln Messe/Deutz – Köln Hbf – Köln West – Köln Süd – Hürth-Kalscheuren – Brühl – Sechtem – Roisdorf – Bonn Hbf – Bonn UN Campus – Bonn-Bad Godesberg – Bonn-Mehlem – Rolandseck – Oberwinter – Remagen – Sinzig (Rhein) – Bad Breisig – Brohl – Namedy – Andernach – Weißenthurm – Mülheim-Kärlich – Koblenz-Lützel – Koblenz Stadtmitte – Koblenz Hbf – Rhens – Spay – Boppard Hbf – Boppard-Bad Salzig – Boppard-Hirzenach – Sankt Goar – Oberwesel – Bacharach – Niederheimbach – Trechtingshausen – Bingen (Rhein) Hbf – Bingen (Rhein) Stadt – Bingen-Gaulsheim – Gau Algesheim – Ingelheim – Heidesheim (Rheinhessen) – Uhlerborn – Budenheim – Mainz-Mombach – Mainz Hbf Stand: Fahrplanwechsel Dezember 2021 | 60 min |

#### Schiffsverkehr
Sankt Goar besitzt direkt am Rhein Anlegestellen verschiedener Rheinschifffahrtslinien, unter anderem der Köln-Düsseldorfer-Rheinschifffahrt. Die Personen- und Autofähre „Loreley VI“ verbindet das linksrheinische Sankt Goar mit der rechtsrheinischen Schwesterstadt Sankt Goarshausen. Der Stadthafen „Rheinfelshafen“ von St. Goar liegt direkt unterhalb der Ruine Burg Rheinfels. Der Hafen bietet seit 1994 eine Marina für Freizeitschiffe bis zu 15 m Länge. Ein weiterer Hafen, der Yachthafen „Hunt“, befindet sich weiter nördlich im Stadtteil Fellen.

### Öffentliche Einrichtungen
In Sankt Goar befinden sich das Amtsgericht Sankt Goar, das als Rheinschifffahrtsgericht und Moselschifffahrtsgericht tätig ist. In dieser Eigenschaft ist das Gericht direkt dem Rhein- bzw. Moselschifffahrtsobergericht Köln unterstellt. Sankt Goar ist Sitz einer Wasserschutzpolizeistation, die für den Bereich von Bacharach bis Osterspai (Stromkilometer 544–575) zuständig ist. Weiterhin gibt es eine Außenstelle des Finanzamtes Koblenz.

## Persönlichkeiten

### In Sankt Goar geboren
- Nikolaus Burgmann (1360–1443), Historiker, Domdekan des Speyerer Doms, Rektor der Universität Heidelberg
- Justin Göbler (1504–1567), Jurist
- Philipp Peter Roos (auch Rosa da Tivoli genannt; 1657–1706), Maler
- Thomas Huber (1700–1779), Hofporträt- und Historienmaler, auf der Burg Rheinfels geboren
- Johann Ludwig Knoch (1712–1808), Archivar und Bibliothekar
- Diederich Thomas Fretz (1743–1815), Kaufmann für die Niederländische Ostindien-Kompanie, Festungskommandant
- Julius von Sparre (1783– nach 1851), Landrat des Kreises Wetzlar
- Georg Brunsig von Brun (1789–1858), preußischer General der Infanterie
- Johann Samuel Eduard d’Alton (1803–1854), Anatom
- Friedrich Jungblut (1876–1946), Sanitätsoffizier
- Alfred Roth (1882–1950), Schriftsteller, Prediger und evangelisch freikirchlicher Funktionär
- Hanns Hanner (1883–1966), Maler, Radierer und Hochschullehrer
- Adolf Friedrich Graf von Schack (1888–1945), Major, Beteiligter am Attentat vom 20. Juli 1944
- Friedrich Everling (1891–1958), Dichterjurist, MdR
- Wilhelm Stein (1895–1944), Ingenieur
- Katharina Schmidt (* 1935), Kunsthistorikerin, Kuratorin und Museumsdirektorin
- Richard Stöss (* 1944), Politikwissenschaftler
- Gottfried Willems (1947–2020), Literaturwissenschaftler
- Werner Nell (* 1951), Literaturwissenschaftler
- Peter Liesenfeld (* 1966), Koch, mit zwei Sternen im Guide Michelin ausgezeichnet
- Arndt Bröder (* 1968), Kognitionspsychologe

### Mit Sankt Goar verbunden
- Gerhard Ungefug (1490–1542), erster evangelischer Pfarrer, Superintendent der Niedergrafschaft Katzenelnbogen
- Landgraf Ernst von Hessen-Rheinfels-Rotenburg (1623–1693), wählte als Landgraf die Burg Rheinfels zu seiner Residenz, ließ sie zur Festung ausbauen und zog 1649 ein. Er trug wesentlich zum wirtschaftlichen Aufschwung von St. Goar bei, das unter dem Dreißigjährigen Kriege schwer gelitten hatte.
- Falko Hönisch (* 1977), Opern- und Konzertsänger, Kulturschaffender, Politiker (SPD) und Stadtbürgermeister von St. Goar